# اتفاق (فیلم ۱۹۶۷)
اتفاق (به انگلیسی: The Happening) فیلمی محصول سال ۱۹۶۷ و به کارگردانی الیوت سیلورستاین است. در این فیلم بازیگرانی همچون آنتونی کوئین، مایکل پارکس، جورج ماهاریس، رابرت واکر جونیور، مارتا هایر، فی داناوی، جک کروشن، اسکار هومولکا و میلتون برل ایفای نقش کرده‌اند.